# منتخب مصر تحت 17 سنة لكرة القدم
منتخب مصر تحت 17 سنة لكرة القدم هو ممثل مصر الرسمي في المنافسات الدولية في كرة القدم في فئة كرة قدم تحت 17 سنة للرجال، يديريه الاتحاد المصري لكرة القدم.

## الأفريقية تحت 17 عاما سجل
- 1995 أفريقيا تحت 17 عاما بطولة - لم يشارك
- 1997 بطولة أفريقيا تحت 17 عاما -  'الفائزين'
- 1999 أفريقيا تحت 17 عاما بطولة - لم يشارك
- 2001 أفريقيا تحت 17 عاما بطولة - لم يشارك
- 2003 بطولة أفريقيا تحت 17 عاما -  'المركز الرابع'
- 2005 أفريقيا تحت 17 عاما بطولة -  انسحب
- 2007 أفريقيا تحت 17 عاما بطولة -  لم تتأهل
- 2009 أفريقيا تحت 17 عاما بطولة - لم يشارك
- 2011 بطولة أفريقيا تحت 17 عاما -  مرحلة المجموعات
- 2013 أفريقيا تحت 17 عاما بطولة -  انسحب

### كأس الأمم الأفريقية تحت 17 عاما سجل
| كأس الأمم الإفريقية تحت 17 سنة | كأس الأمم الإفريقية تحت 17 سنة | كأس الأمم الإفريقية تحت 17 سنة | كأس الأمم الإفريقية تحت 17 سنة | كأس الأمم الإفريقية تحت 17 سنة | كأس الأمم الإفريقية تحت 17 سنة | كأس الأمم الإفريقية تحت 17 سنة | كأس الأمم الإفريقية تحت 17 سنة |
| العام                          | الدور                          | لعب                            | فاز                            | تعادل*                         | خسر                            | له                             | عليه                           |
| ------------------------------ | ------------------------------ | ------------------------------ | ------------------------------ | ------------------------------ | ------------------------------ | ------------------------------ | ------------------------------ |
| 1995                           | لم يتأهل                       | –                              | –                              | –                              | –                              | –                              | –                              |
| 1997                           | أبطال                          | 5                              | 4                              | 1                              | 0                              | 6                              | 0                              |
| 1999                           | لم يتأهل                       | –                              | –                              | –                              | –                              | –                              | –                              |
| 2001 ‏                          | لم يشارك                       | –                              | –                              | –                              | –                              | –                              | –                              |
| 2003                           | المركز الرابع                  | 5                              | 2                              | 1                              | 2                              | 4                              | 5                              |
| 2005 ‏                          | لم يشارك                       | –                              | –                              | –                              | –                              | –                              | –                              |
| 2007 ‏                          | لم يتأهل                       | –                              | –                              | –                              | –                              | –                              | –                              |
| 2009                           | لم يتأهل                       | –                              | –                              | –                              | –                              | –                              | –                              |
| 2011                           | دور المجموعات                  | 3                              | 1                              | 0                              | 2                              | 2                              | 6                              |
| 2013                           | انسحب                          | –                              | –                              | –                              | –                              | –                              | –                              |
| 2015                           | لم يتأهل                       | –                              | –                              | –                              | –                              | –                              | –                              |
| 2017                           | لم يتأهل                       | –                              | –                              | –                              | –                              | –                              | –                              |
| 2019                           | لم يتأهل                       | –                              | –                              | –                              | –                              | –                              | –                              |
| 2021                           | ألغت                           | –                              | –                              | –                              | –                              | –                              | –                              |
| 2023                           | لم يتأهل                       | –                              | –                              | –                              | –                              | –                              | –                              |
| المجموع                        | 3/15                           | 13                             | 7                              | 2                              | 4                              | 12                             | 11                             |

## سجل 17 U كأس العالم لكرة القدم
- 1987 FIFA U-17 بطولة العالم - 1987 -  مرحلة المجموعات
- 1997 FIFA بطولة العالم تحت 17 - 1997 -  دور الثمانية

### سجل 17 U كأس العالم لكرة القدم
| 17 U كأس العالم لكرة القدم | 17 U كأس العالم لكرة القدم | 17 U كأس العالم لكرة القدم | 17 U كأس العالم لكرة القدم | 17 U كأس العالم لكرة القدم | 17 U كأس العالم لكرة القدم | 17 U كأس العالم لكرة القدم | 17 U كأس العالم لكرة القدم |
| العام                      | الدور                      | لعب                        | فاز                        | تعادل*                     | خسر                        | له                         | عليه                       |
| -------------------------- | -------------------------- | -------------------------- | -------------------------- | -------------------------- | -------------------------- | -------------------------- | -------------------------- |
| 1985                       | لم يتأهل                   | –                          | –                          | –                          | –                          | –                          | –                          |
| 1987                       | مرحلة المجموعات            | 3                          | 1                          | 0                          | 2                          | 3                          | 2                          |
| 1989                       | لم يتأهل                   | –                          | –                          | –                          | –                          | –                          | –                          |
| 1991                       | لم يتأهل                   | –                          | –                          | –                          | –                          | –                          | –                          |
| 1993                       | لم يتأهل                   | –                          | –                          | –                          | –                          | –                          | –                          |
| 1995                       | لم يتأهل                   | –                          | –                          | –                          | –                          | –                          | –                          |
| 1997                       | ربع النهائي                | 4                          | 1                          | 2                          | 1                          | 6                          | 6                          |
| 1999                       | لم يتأهل                   | –                          | –                          | –                          | –                          | –                          | –                          |
| 2001                       | انسحب                      | –                          | –                          | –                          | –                          | –                          | –                          |
| 2003                       | لم يتأهل                   | –                          | –                          | –                          | –                          | –                          | –                          |
| 2005                       | انسحب                      | –                          | –                          | –                          | –                          | –                          | –                          |
| 2007                       | لم يتأهل                   | –                          | –                          | –                          | –                          | –                          | –                          |
| 2009                       | لم يشارك                   | –                          | –                          | –                          | –                          | –                          | –                          |
| 2011                       | لم يتأهل                   | –                          | –                          | –                          | –                          | –                          | –                          |
| 2013                       | انسحب                      | –                          | –                          | –                          | –                          | –                          | –                          |
| 2015                       | لم يتأهل                   | –                          | –                          | –                          | –                          | –                          | –                          |
| 2017                       | لم يتأهل                   | –                          | –                          | –                          | –                          | –                          | –                          |
| 2019                       | لم يتأهل                   | –                          | –                          | –                          | –                          | –                          | –                          |
| 2021                       | ألغت                       | –                          | –                          | –                          | –                          | –                          | –                          |
| 2023                       | لم يتأهل                   | –                          | –                          | –                          | –                          | –                          | –                          |
| المجموع                    | 2/21                       | 7                          | 2                          | 2                          | 3                          | 9                          | 8                          |

- اللون الأحمر الحدود يشير عقدت البطولة على أرضه.